# بروس کلارک
بروس کلارک (انگلیسی: Bruce Clark) بازیگر اهل ایالات متحده آمریکا است.
از فیلم‌ها یا برنامه‌های تلویزیونی که وی در آن نقش داشته است، می‌توان به وروجک‌ها اشاره کرد.